# Vittore di Capua
Vittore di Capua (V secolo – 2 aprile 554) è stato vescovo di Capua ed è venerato come santo dalla Chiesa cattolica e dalle altre Chiese cristiane che ammettono il culto dei santi.

## Biografia
Vittore fu vescovo di Capua, successore di un altro santo vescovo capuano, Germano di Capua, dal 23 febbraio 541 al 2 aprile 554. 
Si sa poco della sua vita: viene conservato un suo epitaffio (C.I.L., 4503). Dalla lapide apprendiamo che il suo episcopato finì nell'aprile del 554.
I suoi scritti originali giunti a noi in frammenti, ci mostrano un devoto studente e un uomo di vasta cultura. La sua opera più famosa è il Codex Fuldensis, uno dei più antichi manoscritti rimasti della Vulgata, redatto sotto la sua direzione e da lui stesso riveduto e corretto. 
La particolarità del codice è che presenta, al posto dei quattro Vangeli, un'armonizzazione degli stessi, come indicato nella prefazione, un Vangelo unico ricavato dai quattro canonici.
Altre opere di Vittore sono:
- il De cyclo Paschali, dei commentari sul Vecchio e Nuovo Testamento, perduti di cui conosciamo un frammento da Beda;
- Libelius reticulus seu de arca di Noe, contenente un ingegnoso calcolo per dimostrare che le misure dell'Arca di Noè non sono altro che un'allegoria degli anni della vita di Cristo;
- Capitula de resurrectione Domini sulla genealogia di Gesù e sull'ora della sua morte.

## Culto
Secondo il Martirologio Romano il giorno dedicato al santo è il 2 aprile:
(Martirologio Romano)
Il culto di san Vittore è testimoniato dalle tante chiese dedicate a Capua, a Caiazzo, a Sessa Aurunca, a Nola, a Giffoni e a Castro Serino. Le reliquie del santo sono state rinvenute a Montevergine il 27 luglio 1480 e  nel 1967 sono state restituite alla cattedrale di Capua.